# Lipari (otok)
Lipari (italijanska izgovorjava: [ˈliːpari]; sicilsko Lìpari, latinsko Lipara, starogrško Μελιγουνίς, Λιπάρα, latinizirano: Meligounís, Lipára) je največji med Eolskimi otoki v Tirenskem morju ob severni obali Sicilije v južni Italiji; ime nosi tudi glavno mesto in občina na otoku, ki je sicer upravno del metropolitanskega mesta Messina. Na otoku je leta 2019 živelo 12.821 prebivalcev, med turistično sezono od maja do septembra pa lahko celotno prebivalstvo doseže do 20.000.

## Geografija
Lipari je največji v verigi otokov vulkanskega arhipelaga, ki leži med Vezuvom in Etno. Otok ima površino 37,6 kvadratnih kilometrov in je 30 kilometrov oddaljen od Sicilije. Poleg glavnega mesta večina celoletnega prebivalstva prebiva v eni od štirih glavnih vasi: Pianoconte je skoraj zahodno čez otok, Quattropani na severozahodu, Acquacalda ob severni obali, medtem ko je Canneto na vzhodni obali severno od mesta Lipari. Najvišja točka na otoku je Monte Chirica na 602 m.

## Geologija
Geologi se strinjajo z dejstvom, da je Lipari nastal v zaporedju štirih vulkanskih gibanj, med katerimi je bilo najpomembnejše tretje, ki naj bi trajalo od 20.000 pr. n. št. do 13.000 pr. n. št. Nadaljnji pomemben pojav bi se moral zgoditi okoli leta 9000 pr. n. št.  Zadnji zabeleženi izbruhi so se zgodili v 5. stoletju našega štetja, ko je plovec skupaj z vulkanskim pepelom pokrival rimske vasi na otoku. Vulkani veljajo za aktivne in še vedno je mogoče opaziti parjenje fumarol in hidrotermalne aktivnosti. Zaradi vulkanskega izvora je otok prekrit s plovcem in obsidianom. Pridobivanje plovca je postalo velika industrija na Lipariju, svetel plovec iz Lipari pa se dobavlja po vsem svetu.

## Zgodovina

### Predzgodovina
V neolitiku je bil Lipari, podobno kot Sardinija, eno redkih središč trgovanja z obsidianom, trdim črnim vulkanskim steklom, ki so ga neolitska ljudstva cenila zaradi izjemno ostrih rezalnih robov. Zgodovina Liparija je bogata z incidenti, o čemer pričajo nedavna odkritja številnih nekropol in drugih arheoloških najdišč. Zdi se, da so ljudje naselili otok že leta 5000 pred našim štetjem, čeprav lokalna legenda istoimensko ime Liparus daje vodji ljudi, ki prihajajo iz Kampanije.
V mikenskem obdobju je Lipari dajal keramiko od LHI do LHIII.
Liparijeva neprekinjena okupacija je bila morda močno prekinjena, ko je bilo v poznem 9. stoletju pred našim štetjem prizorišče opustošenja italskih ljudstev in očitno ni bilo obnovljeno. Številni predmeti za gospodinjstvo so bili najdeni s požganega mesta.

### Grško obdobje
Grški kolonisti iz Knidosa so prispeli na Lipari ~ 580 pr. n. št. po tem, ko je njihov prvi poskus kolonizacije na Siciliji propadel in je bil njihov vodja Pentathlos umorjen. Naselili so se na mestu vasi, ki je danes znana kot Castello. Kolonija se je uspešno borila z Etruščani za nadzor nad Tirenskim morjem. Kartažanskim silam je to mesto uspelo na kratko zadržati med boji z Dionizijem I., tiranom v Sirakuz leta 394 pred našim štetjem, toda ko so odšli, je polis vstopil v trosmerno zvezo, ki je vključevala novo kolonijo Dionizija v Tindarisu. Lipari je uspeval, toda leta 304 pr. n. št. je Agatokel mesto prevzel z izdajo in naj bi iz njega v nevihti na morju izgubil vse blago. Številni predmeti, odkriti iz starih razbitin, so danes v Eolskem muzeju Lipari. Lipari je med prvo punsko vojno postal kartažansko pomorsko oporišče, vendar ga je v letih 252–251 pr. n. št. zasedel Agripa v Oktavijanovi kampanji proti Sekstu Pompeju med sicilskim uporom. Pod Rimskim cesarstvom je bil kraj umika in izgnanstva, v njem so uživali zaradi kopališč (hidrotermalne vode se še vedno uporabljajo kot zdravilišča).

### Od srednjega veka do danes
Lipari je bil verjetno škofija od 3. stoletja dalje, prvi škof pa je bil sveti Agaton, ki je po izročilu našel ostanke svetega Jerneja, ki so izplavali na kopno in dragocene relikvije dal v čast stolnice. Prisotnost relikvij je bila potrjena vsaj od leta 546.
V 9. stoletju so Arabci osvojili Sicilijo in kmalu so Saracenski pirati začeli napadati Tirensko morje z dramatičnimi učinki za Lipari. Leta 839 so Saraceni pobili večino prebivalstva, relikvije sv. Jerneja so preselili v Benevento, Lipari pa sčasoma skoraj popolnoma opustili. Normani so med letoma 1060 in 1090 premagali Arabce na celotni Siciliji in otok naselili, ko je bila njihova vladavina varna. Škofovski sedež v Lipariju je bil obnovljen leta 1131.
Čeprav so otok še vedno mučili piratski napadi, je bil od takrat naprej nenehno naseljen. Vladavina otoka je bila prenesena od Normanov do kraljev Hohenstaufen, sledili so Anžujci in nato Aragonci, dokler ni Karel I., aragonski kralj, postal španski kralj in je bil nato hitro okronan za cesarja Svetega rimskega cesarstva Karla V.
==== Franko-Osmanski napad
Leta 1544 je korzar (muslimanski pirat) Hajredin Barbarosa skupaj s francosko floto kapitana Polina pod francosko-osmansko zvezo opustošil Lipari in zasužnjil celotno prebivalstvo. Jérôme Maurand je zaradi odpovedi svojim krščanskim soljudem med kampanjo na Lipariju obžaloval: »Videti toliko revnih kristjanov in še posebej toliko majhnih dečkov in deklet [zasužnjenih].« Omenil je tudi »solze, vzklike in krike teh ubogih Lipariotov, očeta glede sina in matere in njene hčere ... jokajoč, ko zapuščajo lastno mesto, da bi ga psi, ki so bili videti kot hudobni volkovi, spravili v suženjstvo kot plaha jagnjeta«.
Številni državljani so bili v Messini odkupljeni in so se sčasoma vrnili na otoke.
Karel V. je nato s španskimi podložniki leta 1556 ponovno naselil otok in zgradil masivno mestno obzidje na stenah starogrške akropole.
Obzidje je ustvarilo mogočno trdnjavo, ki stoji še danes. Akropola, visoko nad glavnim mestom, je bila varno zavetje prebivalstva v primeru napadov. Medtem ko so ti zidovi varovali glavno mesto, na preostalem delu otoka ni bilo varno živeti, dokler sredozemsko piratstvo ni bilo v veliki meri izkoreninjeno, kar se je zgodilo šele v 19. stoletju.

### 20. stoletje
V letih 1920–1940 je bil otok Lipari uporabljen za zaprtje političnih zapornikov, med katerimi so bili: Emilio Lussu, Curzio Malaparte, Carlo Rosselli, Giuseppe Ghetti in Edda Mussolini.

## Kultura in mediji
- Arheološki muzej zajema človeško zgodovino Eolskih otokov od prazgodovine do klasike, vulkanologijo, morsko zgodovino in paleontologijo zahodnega Sredozemlja.
- Geograf Strabon je Lipari identificiral z Eolijo, otokom vetrov v Homerjevi Odiseji.
- Zaključni prizor Kaosa Paola in Vittorija Tavianija je pokazal, kako otroci drsijo po prostranih pobočjih belega plovca, ki je tekel v morje. Danes se brežina plovca ustavi približno 1 meter od morja.
- Letni prazniki svetega Jerneja.[9]
- Župan Liparija je 25. julija 2013 izdal odlok o prepovedi nošenja »bikinijev, jermenov ali drugih kopalnih kostumov v središču mesta«, ki se kaznuje z globo 500 evrov.[10]